# La Mesa de Limantitla
La Mesa de Limantitla es una localidad de México localizada en el municipio de Huejutla de Reyes en el estado de Hidalgo.

## Geografía
Se encuentra en la región geográfica de la Huasteca hidalguense. A la localidad le corresponden las coordenadas geográficas 21° 04’ 29.297” de latitud norte y 98° 25’ 15.935” de longitud oeste, con una altitud de 212 m s. n. m. Cuenta con un clima semicálido húmedo con lluvias todo el año.
En cuanto a fisiografía se encuentra en los límites de las provincias de la Sierra Madre Oriental y la Llanura Costera del Golfo Norte; su terreno es de sierra y lomerío. En lo que respecta a la hidrografía se encuentra posicionado en la región de Pánuco, dentro de la cuenca del río Moctezuma, en la subcuenca de río Los Hules.

## Demografía
En 2020 registró una población de 593 personas, lo que corresponde al 0.47 % de la población municipal. De los cuales 284 son hombres y 309 son mujeres.
| Gráfica de evolución demográfica de La Mesa de Limantitla entre 1910 y 2020                  |
|                                                                                              |
| Población de los censos y conteos del Instituto Nacional de Estadística y Geografía (INEGI). |